# Sena Marítimo
El Sena Marítimo (76; en francés: Seine-Maritime) es un departamento francés, uno de los cinco que integran desde el 1 de enero de 2016 la región de Normandía (hasta ese momento parte de la desaparecida región de Alta Normandía).

## Historia
Inicialmente fue conocido como Seine-Inférieure, pero esta primera denominación se modificó el 18 de enero de 1955.
De hecho, todos los departamentos cuyas denominaciones comenzaban con "Bas-" (Baja-) o que incluían "Inférieur" han sido gradualmente cambiadas por una denominación más "positiva", con excepción del departamento Bas-Rhin.

## Geografía
- Forma parte de la región Normandía.
- Límites: al este con los departamentos de Somme y Oise, al sur con Eure, y está bañado por el canal de la Mancha por el oeste y el norte.
- El departamento incluye la meseta del Pays de Caux y acantilados de la costa del canal de la Mancha.

## Demografía
| 1801      | 1831      | 1841      | 1851      | 1856      | 1861      | 1866      |
| --------- | --------- | --------- | --------- | --------- | --------- | --------- |
| 609.843   | 693.683   | 737.206   | 762.039   | 769.450   | 789.988   | 792.768   |
| 1872      | 1876      | 1881      | 1886      | 1891      | 1896      | 1901      |
| 790.022   | 798.414   | 814.068   | 833.386   | 839.876   | 837.824   | 853.883   |
| 1906      | 1911      | 1921      | 1926      | 1931      | 1936      | 1946      |
| 863.879   | 877.383   | 880.671   | 885.299   | 905.278   | 915.628   | 846.131   |
| 1954      | 1962      | 1968      | 1975      | 1982      | 1990      | 1999      |
| 941.684   | 1.035.844 | 1.113.977 | 1.172.743 | 1.193.039 | 1.223.429 | 1.239.138 |
| 2006      | 2007      |           |           |           |           |           |
| 1.243.830 | 1.244.602 |           |           |           |           |           |

Las ciudades principales son (datos del censo de 1999):
- Ruan: 106 592 hab., 389 862 hab. en la aglomeración
- Le Havre: 190 905 hab., 248 547 hab. en la aglomeración
- Dieppe: 34 653 hab., 42 202 hab. en la aglomeración
- Elbeuf: 16 666 hab., 75 663 hab. en la aglomeración, que desborda los límites del departamento

## Clima

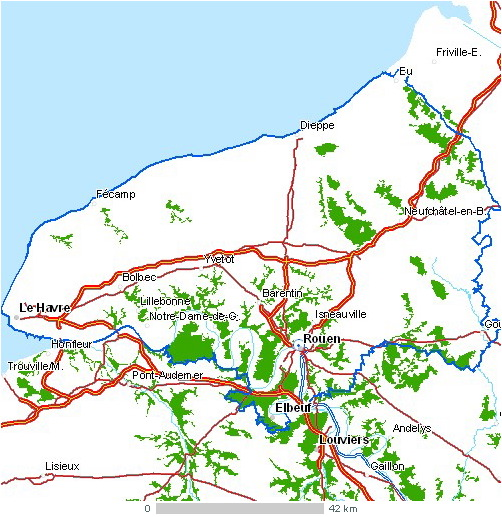
Mapa del Sena Marítimo

El clima es oceánico. Existen diferencias de temperatura entre el litoral y el interior del departamento. En invierno, las temperaturas registradas en la costa son más suaves que las registradas al este. Los efectos del invierno son más notables al este. Dominan los vientos del sudoeste y oeste. 

## Turismo
Existen varias rutas turísticas que recorren el departamento y que permiten descubrir el patrimonio cultural de la zona.
- Ruta de las abadías: desde la abadía de Graville en El Havre hasta la de Saint-Ouen en Ruan, pasando por Montivilliers, la abadía de Gruchet-le-Valasse, la abadía de Saint-Wandrille, la  abadía de Jumièges y de  abadía de Saint-Georges de  Saint-Martin-de-Boscherville.
- La ruta del marfil (Dieppe, Yvetôt)
- La ruta del vidrio (Pays de Bray)
- La ruta de las frutas (valle del Sena, en verano)
- Parques y reservas naturales